# Bước nhảy hoàn vũ
Bước nhảy hoàn vũ là một chương trình truyền hình thực tế do Đài Truyền hình Việt Nam và công ty Cát Tiên Sa phối hợp sản xuất, được phát sóng trên kênh VTV3 từ ngày 11 tháng 4 năm 2010. Chương trình này được thực hiện dựa trên định dạng của loạt chương trình truyền hình Anh Strictly Come Dancing của BBC, và là một phần trong nhượng quyền quốc tế của Dancing with the Stars. Năm 2016, chương trình chuyển sang phiên bản VIP Dance của Time Symphony (Anh), nhưng vẫn giữ tên gọi Bước nhảy hoàn vũ.
Vào năm 2024, sau 8 năm kể từ mùa VIP Dance, chương trình quay trở lại với một phiên bản hoàn toàn mới, lên sóng từ ngày 23 tháng 11 năm 2024.

## Định dạng
Mỗi mùa của chương trình bao gồm các cặp thí sinh gồm một người nổi tiếng kết hợp với một vũ công chuyên nghiệp. Các cặp thí sinh tranh tài với nhau qua từng tuần thi để giành quyền đi tiếp vào vòng trong. Căn cứ vào bình chọn của khán giả qua điện thoại và số điểm của hội đồng giám khảo, cặp đôi có số điểm thấp nhất mỗi tuần bị loại khỏi cuộc chơi. Điểm tối đa thí sinh có thể nhận được bằng số lượng đội thi còn lại trong chương trình, với điểm cao nhất tương ứng với số lượng thí sinh dự thi trong đêm đó và điểm thấp nhất là 1. Điểm của khán giả bình chọn trong 15 phút cuối của chương trình cũng được tính tương tự. Hai thành phần điểm được cộng lại theo tỉ lệ ngang nhau và người dẫn chương trình sẽ xướng tên các thí sinh an toàn, đội có tổng điểm thấp nhất phải chia tay cuộc thi. Tại đêm thi cuối cùng, các danh hiệu cúp vàng, cúp bạc và cúp đồng sẽ được trao cho ba thí sinh có màn thể hiện xuất sắc nhất mùa. Thí sinh chiến thắng của cuộc thi sẽ được xưng danh là "Nữ hoàng khiêu vũ" hoặc "Nam vương khiêu vũ".
Trong mùa 8, có sự thay đổi như sau:
- Không có danh hiệu "Nam vương".
- Ở tập đầu tiên, các thí sinh/vũ công hỗ trợ sẽ trình diễn nhảy múa (bao gồm cả kèm hát) để chào đầu cũng như thu hút bạn nhảy. Sau đó, các vũ công sẽ đứng phía sau vũ công đó nếu có 1 người chọn thì hiển nhiên sẽ thành một cặp, nếu có từ 2 người chọn trở lên thì thí sinh sẽ phải chọn 1 người,
- Nếu thí sinh nào sức khỏe bị ảnh hưởng nghiêm trọng thì buộc phải rời khỏi chương trình và sẽ phải thay bằng thì sinh khác.
- Sau một buổi thi các thí sinh/vũ công sẽ bỏ phiếu nếu thí sinh/vũ công nào có cùng số phiếu hiển nhiên sẽ thành một cặp còn thí sinh/vũ công có 1 trong 2 từ 2 phiếu trở lên thì người duy nhất sẽ phải chọn
- Hai thí sinh bắt đầu bị loại ở công diễn 2 nếu hai thí sinh nào bị loại thì bạn nhảy sẽ phải ở lại chương trình để các thí sinh ở lại bỏ phiếu bình chọn nhảy cùng cho đến không còn ai chọn.
- Vòng chào sân, công diễn 1 và bán kết đều không loại chỉ vòng công diễn 2 là loại 2 người.
- Vòng chung kết, tính điểm của vòng bán kết và vòng chung kết cộng lại.
- Có giám khảo quốc tế là Sandra Mosa đến từ Pháp.
- Có đồng sản xuất và 4/10 thí sinh đều đến từ Hàn Quốc.
- Không có MC hậu trường phỏng vấn các thí sinh mà chỉ hai MC thay phiên nhau dẫn hậu trường và sân khấu trong đêm chào sân nhưng các đêm khác chỉ có một MC.

## Các mùa thi
| Mùa | Mùa | Thí sinh | Số tập | Số tập | Phát sóng gốc        | Phát sóng gốc       | Cúp vàng            | Cúp bạc             | Cúp đồng      | Giải tư       |
| Mùa | Mùa | Thí sinh | Số tập | Số tập | Phát sóng lần đầu    | Phát sóng lần cuối  | Cúp vàng            | Cúp bạc             | Cúp đồng      | Giải tư       |
| --- | --- | -------- | ------ | ------ | -------------------- | ------------------- | ------------------- | ------------------- | ------------- | ------------- |
|     | 1   | 8        | 8      | 8      | 11 tháng 4, 2010     | 20 tháng 6, 2010    | Ngô Thanh Vân       | Đoan Trang          | Siu Black     | Minh Béo      |
|     | 2   | 10       | 10     | 10     | 17 tháng 4, 2011     | 3 tháng 7, 2011     | Thu Minh            | Thủy Tiên           | Nguyên Vũ     | Phạm Anh Khoa |
|     | 3   | 10       | 10     | 10     | 25 tháng 3, 2012     | 24 tháng 6, 2012    | Minh Hằng           | Trương Nam Thành    | Anh Thư       | Phương Thanh  |
|     | 4   | 10       | 10     | 10     | 23 tháng 3, 2013     | 25 tháng 5, 2013    | Yến Trang           | Ngô Kiến Huy        | Lan Phương    | Ngọc Quyên    |
|     | 5   | 10       | 10     | 10     | 4 tháng 1, 2014      | 22 tháng 3, 2014    | Thu Thủy Ngân Khánh | —                   | Ốc Thanh Vân  | Diễm My 9x    |
|     | 6   | 8        | 12     | 12     | 3 tháng 1, 2015      | 11 tháng 4, 2015    | Ninh Dương Lan Ngọc | Angela Phương Trinh | Chi Pu        | Diệp Lâm Anh  |
|     | 7   | 12       | 8      | 8      | 30 tháng 1, 2016     | 16 tháng 4, 2016    | S.T Sơn Thạch       | Khánh My            | Jennifer Phạm | Hồng Quế      |
|     | 8   | 12       | 10     | 10     | 23 tháng 11 năm 2024 | 25 tháng 1 năm 2025 | Quỳnh Nga           | Lê Nguyễn Ngọc Hằng | Phạm Lịch     | Chu Lê Vi Anh |

- Tính tới nay, cuộc thi đã có tất cả 126 phần tham dự của các thí sinh.
- Nguyên Vũ, Trương Nam Thành, Ngô Kiến Huy và S.T Sơn Thạch là bốn nam thí sinh đứng trong top 3.
- Mùa thứ 5 (2014) có 2 cặp đôi đoạt giải vàng vì tổng điểm của cả hai cặp đôi bằng nhau (do số phần trăm bình chọn)
- Mùa thứ 6 (2015) có 4 cặp thí sinh bước vào đêm chung kết xếp hạng
- Mùa thứ 5, mùa thứ 6 Ngân Khánh & Thu Thủy, Angela Phương Trinh & Ninh Dương Lan Ngọc là 4 cặp thí sinh trong đêm chung kết nhận tổng điểm cao nhất

## Dẫn chương trình và giám khảo

### Người dẫn chương trình
| Thanh Bạch     | Chính | ♦ | ♦ |   |   |   | ♦ | ♦ |   |
| Ốc Thanh Vân   | Phụ   |   | ♦ |   | ♦ |   |   |   |   |
| Đoan Trang     | Phụ   |   | ♦ |   |   |   |   |   |   |
| Nguyên Vũ      | Chính |   |   | ♦ |   |   |   |   | ♦ |
| Lương Mạnh Hải | Chính |   |   |   | ♦ |   |   |   |   |
| Đông Nhi       | Phụ   |   |   |   | ♦ |   |   |   |   |
| Nguyên Khang   | Chính |   |   |   |   | ♦ |   |   | ♦ |
| Yến Trang      | Phụ   |   |   |   |   | ♦ |   |   |   |
| Phạm Mỹ Linh   | Phụ   |   |   |   |   |   | ♦ | ♦ |   |
| Vũ Mạnh Cường  | Phụ   |   |   |   |   |   |   |   | ♦ |

### Giám khảo
Khánh Thi là giám khảo duy nhất có mặt trong tất cả các đêm thi của chương trình. 
| Khánh Thi         | Giám khảo | ♦ | ♦ | ♦ | ♦ | ♦ | ♦ | ♦ | ♦ |
| Chí Anh           | Giám khảo | ♦ | ♦ | ♦ |   |   |   | ♦ | ♦ |
| Trần Tiến         | Giám khảo | ♦ | ♦ |   |   |   |   |   |   |
| Nguyễn Quang Dũng | Giám khảo |   | ♦ |   |   |   |   |   |   |
| Đức Huy           | Giám khảo |   | ♦ |   |   | ♦ |   |   |   |
| Quốc Bảo          | Giám khảo |   |   | ♦ |   |   |   |   |   |
| Hồ Hoài Anh       | Giám khảo |   |   | ♦ |   | ♦ |   |   |   |
| Việt Tú           | Giám khảo |   |   | ♦ | ♦ | ♦ |   |   |   |
| Trần Ly Ly        | Giám khảo |   |   | ♦ | ♦ | ♦ | ♦ | ♦ | ♦ |
| Lê Hoàng          | Giám khảo |   |   |   | ♦ |   |   |   |   |
| Thủy Tiên         | Giám khảo |   |   |   | ♦ | ♦ |   |   |   |
| Đoan Trang        | Giám khảo |   |   |   | ♦ |   |   |   | ♦ |
| Minh Hằng         | Giám khảo |   |   |   | ♦ | ♦ |   | ♦ |   |
| Trương Nam Thành  | Giám khảo |   |   |   | ♦ |   |   |   |   |
| Chí Tài           | Giám khảo |   |   |   |   | ♦ |   |   |   |
| Trác Thúy Miêu    | Giám khảo |   |   |   |   |   | ♦ |   |   |
| John Huy Trần     | Giám khảo |   |   |   |   |   |   | ♦ |   |
| Phan Hồng Việt    | Giám khảo |   |   |   |   | ♦ | ♦ | ♦ |   |
| S.T Sơn Thạch     | Giám khảo |   |   |   |   |   |   |   | ♦ |
| Sandra Mosa       | Giám khảo |   |   |   |   |   |   |   | ♦ |
| Phan Hiển         | Giám khảo |   |   |   |   |   |   |   | ♦ |
| Đặng Thu Hương    | Giám khảo |   |   |   |   |   |   |   | ♦ |

     Tham gia thường xuyên
     Tạm thời/Giám khảo khách mời

## Các cặp thí sinh
| 1  | Vyara Klisurska                   | 38,5 |                |               |                  |                 |                 |                     | [[S.T Sơn Thạch]] |                                        |
| 2  | Teodor Georgiev                   | 37,9 |                |               |                  |                 |                 |                     | Jennifer Phạm     |                                        |
| 2  | Kiril Dimov                       | 37,9 |                |               |                  |                 |                 |                     | MLee              |                                        |
| 4  | Zhivko Ivanov                     | 37,8 |                |               |                  |                 |                 | Diệp Lâm Anh        | Khả Ngân          | Lee Soo-yeon Chu Lê Vi Anh/Lee Hooyeon |
| 5  | George Ganev                      | 37,3 |                |               |                  |                 |                 | Hương Giang Idol    | Khánh My          | Ahn Min-young                          |
| 6  | Elena Hristova Hadzihristova      | 36,8 |                |               | Trương Nam Thành |                 | Hữu Long        |                     |                   |                                        |
| 7  | Lachezar Stefanov "Lucho" Todorov | 36,7 |                | Thu Minh      |                  |                 |                 |                     |                   |                                        |
| 8  | Evgeni Lyubomirov Popov           | 36,5 | Đoan Trang     |               |                  |                 |                 |                     |                   |                                        |
| 9  | Kosta Karakashyan                 | 36,4 |                |               |                  |                 | Diễm My 9x      |                     |                   |                                        |
| 10 | Kristian Yordanov                 | 36,3 |                |               |                  | Maya            | Ngân Khánh      | Angela Phương Trinh | Hồng Quế          | Lê Hoàng Phương                        |
| 10 | Victoria "Vicky" Gencheva         | 36,3 |                |               |                  | Ngô Kiến Huy    | Tim             |                     | Thuận Nguyễn      |                                        |
| 10 | Georgi Dimov                      | 36,3 |                |               |                  |                 |                 |                     | Vũ Ngọc Anh       |                                        |
| 13 | Daniel Nikolov Denev              | 36,0 |                | Kim Hiền      |                  | Ngọc Quyên      | Thu Thủy        | Ninh Dương Lan Ngọc | Jennifer Phạm     | Trương Quỳnh Anh Đỗ Phương Oanh        |
| 13 | Kristina                          | 36,0 |                |               |                  |                 |                 | Dumbo               |                   |                                        |
| 15 | Daniela Nicheva                   | 35,8 |                |               |                  |                 |                 |                     | Minh Trung        |                                        |
| 16 | Petya Bozhidarova Dimitrova       | 35,5 |                | Nguyên Vũ     |                  |                 |                 |                     |                   |                                        |
| 16 | Valeri Ivanov                     | 35,5 |                |               |                  | Lan Phương      |                 |                     |                   |                                        |
| 16 | Atanas Georgiev Malamov           | 35,5 |                |               | Minh Hằng        | Bảo Anh         | Ốc Thanh Vân    |                     |                   |                                        |
| 19 | Aleksandar Iliev Vachev           | 35,4 |                | Thanh Thúy    |                  |                 |                 |                     |                   |                                        |
| 20 | Svetoslav Vasilev                 | 35,3 |                |               |                  |                 |                 |                     | Lâm Khánh Chi     |                                        |
| 21 | Ivan Kirilov Spasov               | 35,1 | Siu Black      |               | Phương Thanh     |                 |                 |                     |                   |                                        |
| 22 | Petyo Dimitrov Stoyanov           | 35,0 |                | Thủy Tiên     |                  |                 |                 |                     |                   |                                        |
| 23 | Antoaneta                         | 34,9 |                |               |                  |                 |                 | Sử Duy Vương        |                   |                                        |
| 24 | Teodor Mitkov Zlatarev            | 34,8 |                |               | Anh Thư          |                 |                 |                     |                   |                                        |
| 25 | Iva Ludmilova Grigorova           | 34,7 |                | Phạm Anh Khoa |                  |                 |                 |                     |                   |                                        |
| 26 | Vasil Stoyanov Yovchev            | 34,5 |                |               | Vân Trang        |                 |                 |                     | Trang Pháp        |                                        |
| 27 | Nikoleta Ilkova Petrova           | 34,4 |                |               | Minh Quân        |                 |                 |                     |                   |                                        |
| 28 | Tihomir Romanov "Tisho" Gavrilov  | 34,1 | Ngô Thanh Vân  | Vũ Thu Phương |                  | Yến Trang       |                 |                     |                   | Lee Hooyeon/Quỳnh Nga                  |
| 28 | Georgi Naydenov                   | 34,1 |                |               |                  |                 |                 | Chi Pu              |                   |                                        |
| 30 | Valeriya Nikolaeva Bozukova       | 34,0 |                | Đại Nghĩa     |                  |                 |                 |                     |                   |                                        |
| 30 | Nikolay Konstantinov              | 34,0 |                |               |                  |                 | Thảo Trang      |                     | Diệu Nhi          |                                        |
| 32 | Anna Nikolaeva Sidova             | 32,8 | Lương Mạnh Hải | Hứa Vĩ Văn    |                  | Hồ Vĩnh Khoa    |                 | Vương Khang         |                   |                                        |
| 32 | Tsveta Krasimirova Tsocheva       | 32,8 |                | Huy Khánh     |                  |                 |                 |                     |                   |                                        |
| 32 | Rusina Boncheva Stefanova         | 32,8 |                |               | Huỳnh Đông       |                 |                 |                     |                   |                                        |
| 32 | Gabriela "Gabi" Mancheva          | 32,8 |                |               |                  |                 | Hoàng Mập       |                     |                   |                                        |
| 36 | Lili Boyanova Velichkova          | 32,0 | Minh Béo       |               |                  |                 |                 |                     |                   |                                        |
| 36 | Valeriya Nikolaeva Nikolova       | 32,0 | Quang Vinh     |               |                  |                 |                 |                     |                   |                                        |
| 38 | Nicolay Georgiev "Nicky" Nikolaev | 31,4 | Vũ Hoàng Điệp  |               |                  |                 | Trà My Idol     |                     |                   |                                        |
| 39 | Paige Alexis Inman                | 31,3 | Tiến Đoàn      |               |                  |                 |                 |                     |                   |                                        |
| 40 | Vesela Kostadinova Nedyalkova     | 30,7 |                |               | Tuấn Tú          |                 |                 |                     |                   |                                        |
| 41 | Vesela Georgieva Dimova           | 30,6 |                |               | Quách Ngọc Ngoan | Hòa Hiệp        |                 |                     |                   |                                        |
| 42 | Hristo Ivanov Grachki             | 30,5 |                |               | Vũ Hoàng My      |                 |                 |                     |                   |                                        |
| 43 | Desi                              | 30,0 |                |               |                  |                 | Phan Thanh Bình |                     |                   |                                        |
| 44 | Ina Chokova                       | 29,8 |                |               |                  | Trương Thế Vinh |                 |                     |                   |                                        |
| 45 | Mihaela Pavlova                   | 28,3 |                |               |                  | Ngọc Tình       |                 |                     |                   |                                        |
|    | Valkov Dimitar                    |      |                |               |                  |                 |                 |                     |                   | Quỳnh Nga/Chu Lê Vi Anh                |
|    | Geogiev Dimitar (Jimmy)           |      |                |               |                  |                 |                 |                     |                   | Lee Shinju                             |
|    | Dimitar Drosev                    |      |                |               |                  |                 |                 |                     |                   | Emma Lê                                |
|    | Lyubomir Yakimov                  |      |                |               |                  |                 |                 |                     |                   | Lê Nguyễn Ngọc Hằng                    |
|    | Boris Borisov                     |      |                |               |                  |                 |                 |                     |                   | Phạm Lịch                              |

     Cúp vàng của mùa giải
     Cúp bạc của mùa giải
     Cúp đồng của mùa giải
     Người đứng thứ tư của mùa giải
     Đứng hạng chót của mùa giải
- Siu Black là người cao tuổi nhất đứng trong top 3 của cuộc thi, khi ở tuổi 46
- Angela Phương Trinh là người ít tuổi nhất đứng trong top 3 của cuộc thi, khi ở tuổi 19
- Khả Ngân là người ít tuổi nhất trong cuộc thi, khi ở tuổi 18

## Sự cố của một số thí sinh
Trong mùa thứ 2, Phạm Anh Khoa đã mắc bệnh ở tuần thứ ba, tuy nhiên anh vẫn cố gắng tập bài thi của mình và bất ngờ giành vị trí thứ nhất. Vũ công chuyên nghiệp Lachezar Todorov, bạn nhảy của Thu Minh, ở tuần thứ 4 bị thủy đậu nên không thể tham gia đêm thi. Vũ công Ngô Minh Đức được chọn làm bạn nhảy tạm thời của Thu Minh. Cho tới tuần tiếp theo, Lachezar đã có thể tiếp tục tham gia cuộc thi.
Trong tập 2 của mùa thứ 8, thí sinh Lee Soo-yeon buộc phải rời khỏi chương trình vì bị đau eo và cô không thể rời khỏi Hàn Quốc và cô cũng là người ra vào bệnh viện nhiều nhất trong số 4 thí sinh Hàn Quốc nên Chu Lê Vi Anh là người thay thế cô nhảy cùng Zhivko Ivanov. Đến tập 4, Trương Quỳnh Anh cũng buộc phải rút lui khỏi chương trình vì chấn thương nghiêm trọng, cô cũng bác sĩ và ban tổ chức cho phép nhảy trước khi rút lui, cô cũng giấu luôn bạn nhảy là Daniel Denev. Trương Quỳnh Anh sau đó được thay thế bởi Phương Oanh. Đến tập 5, Shinju vì lý do bị viêm phổi cũng buộc phải rút lui khỏi chương trình, Shinju sau đó được thay thế bởi Nguyễn Tường San.

## Thống kê

### Top 10 điểm trung bình cao nhất trong tất cả các mùa
| Hạng | Người nổi tiếng     | Bạn nhảy chuyên nghiệp               | Mùa giải | Vị trí thực | Điểm trung bình |
| ---- | ------------------- | ------------------------------------ | -------- | ----------- | --------------- |
| 1    | S.T Sơn Thạch       | Vyara Klisurska                      | 7        | 1           | 38,5            |
| 2    | Thu Thủy            | Daniel Nikolov Denev                 | 5        | 1           | 38,4            |
| 2    | Ngân Khánh          | Kristian Yordanov                    | 5        | 1           | 38,4            |
| 3    | Ninh Dương Lan Ngọc | Daniel Nikolov Denev                 | 6        | 1           | 38,2            |
| 4    | Ốc Thanh Vân        | Atanas Georgiev Malamov              | 5        | 2           | 38,1            |
| 4    | Angela Phương Trinh | Kristian Yordanov                    | 6        | 2           | 38,1            |
| 5    | Khả Ngân            | Zhivko Ivanov                        | 7        | 6           | 38,0            |
| 6    | Jennifer Phạm       | Teodor Georgiev/Daniel Nikolov Denev | 7        | 3           | 37,9            |
| 6    | MLee                | Kiril Dimov                          | 7        | 5           | 37,9            |
| 7    | Khánh My            | Georgi Ganev                         | 7        | 2           | 37,7            |
| 8    | Diệp Lâm Anh        | Zhivko Ivanov                        | 6        | 4           | 37,6            |
| 9    | Ngô Thanh Vân       | Tihomir Romanov "Tisho" Gavrilov     | 1        | 1           | 37,5            |
| 9    | Hồng Quế            | Kristian Yordanov                    | 7        | 4           | 37,5            |
| 9    | Thuận Nguyễn        | Viktoriya Gencheva                   | 7        | 12          | 37,5            |
| 10   | Hữu Long            | Elena Hristova Hadzihristova         | 5        | 6           | 36,9            |
| 10   | Hương Giang         | George Ganev                         | 6        | 5           | 36,9            |

### Xếp hạng điểm trung bình các Giải vàng của Bước nhảy hoàn vũ
| Hạng | Người nổi tiếng     | Bạn nhảy chuyên nghiệp            | Mùa giải | Điểm trung bình |
| ---- | ------------------- | --------------------------------- | -------- | --------------- |
| 1    | S.T Sơn Thạch       | Vyara Klisurska                   | 7        | 38,5            |
| 2    | Thu Thủy            | Daniel Nikolov Denev              | 5        | 38,4            |
| 2    | Ngân Khánh          | Kristian Yordanov                 | 5        | 38,4            |
| 3    | Ninh Dương Lan Ngọc | Daniel Nikolov Denev              | 6        | 38,2            |
| 4    | Ngô Thanh Vân       | Tihomir Romanov "Tisho" Gavrilov  | 1        | 37,5            |
| 7    | Yến Trang           | Tihomir Romanov "Tisho" Gavrilov  | 4        | 37,2            |
| 5    | Minh Hằng           | Atanas Georgiev Malamov           | 3        | 36,8            |
| 6    | Thu Minh            | Lachezar Stefanov "Lucho" Todorov | 2        | 36,7            |

### Xếp hạng điểm trung bình các Giải bạc của Bước nhảy hoàn vũ
| Hạng | Người nổi tiếng     | Bạn nhảy chuyên nghiệp               | Mùa giải | Điểm trung bình |
| ---- | ------------------- | ------------------------------------ | -------- | --------------- |
| 1    | Ốc Thanh Vân        | Atanas Georgiev Malamov              | 5        | 38,1            |
| 1    | Angela Phương Trinh | Kristian Yordanov                    | 6        | 38,1            |
| 3    | Khánh My            | Georgi Ganev                         | 7        | 37,7            |
| 4    | Trương Nam Thành    | Elena Hristova Hadzihrstova Zlatarev | 3        | 36,6            |
| 5    | Đoan Trang          | Evgeni Lyubomirov Popov              | 1        | 36,5            |
| 6    | Ngô Kiến Huy        | Victoria Gencheva                    | 4        | 35,1            |
| 7    | Thủy Tiên           | Petyo Dimitrov Stoyanov              | 2        | 35,0            |

### Xếp hạng điểm trung bình các Giải đồng của Bước nhảy hoàn vũ
| Hạng | Người nổi tiếng | Bạn nhảy chuyên nghiệp               | Mùa giải | Điểm trung bình |
| ---- | --------------- | ------------------------------------ | -------- | --------------- |
| 1    | Jennifer Phạm   | Teodor Georgiev/Daniel Nikolov Denev | 7        | 37,9            |
| 2    | Siu Black       | Ivan Kirilov Spasov                  | 1        | 35,8            |
| 3    | Nguyên Vũ       | Petya Bozhidarova Dimitrova          | 2        | 35,5            |
| 3    | Lan Phương      | Valeri Ivanov                        | 4        | 35,5            |
| 5    | Anh Thư         | Teodor Mitkov Zlatarev               | 3        | 34,8            |
| 6    | Chi Pu          | Georgi Naidenov                      | 6        | 34,1            |

### Xếp hạng điểm trung bình các thí sinh đứng hạng chót của Bước nhảy hoàn vũ
| Hạng | Người nổi tiếng | Bạn nhảy chuyên nghiệp            | Mùa giải | Điểm trung bình |
| ---- | --------------- | --------------------------------- | -------- | --------------- |
| 1    | Trang Pháp      | Dorbi Petrov                      | 7        | -               |
| 2    | Vũ Hoàng Điệp   | Nicolay Georgiev "Nicky" Nikolaev | 1        | 27,0            |
| 3    | Ngọc Tình       | Mihaela Pavlova                   | 4        | 28,3            |

### Top 10 điểm trung bình cao nhất của các cặp đôi nằm ngoài Top 3
| Hạng | Người nổi tiếng | Bạn nhảy chuyên nghiệp       | Mùa giải | Vị trí thực | Điểm trung bình |
| ---- | --------------- | ---------------------------- | -------- | ----------- | --------------- |
| 1    | Khả Ngân        | Zhivko Ivanov                | 7        | 6           | 38,0            |
| 2    | MLee            | Kiril Dimov                  | 7        | 5           | 37,9            |
| 3    | Diệp Lâm Anh    | Zhivko Ivanov                | 6        | 4           | 37,6            |
| 4    | Hồng Quế        | Kristian Yordanov            | 7        | 4           | 37,5            |
| 4    | Thuận Nguyễn    | Viktoriya Gencheva           | 7        | 12          | 37,5            |
| 5    | Hữu Long        | Elena Hristova Hadzihristova | 5        | 6           | 36,9            |
| 5    | Hương Giang     | George Ganev                 | 6        | 5           | 36,9            |
| 6    | Diệu Nhi        | Nikolay Konstantinov         | 7        | 7           | 36,7            |
| 7    | Vương Khang     | Anna Nikolaeva Sidova        | 6        | 6           | 36,6            |
| 8    | Diễm My 9x      | Kosta                        | 5        | 4           | 36,4            |
| 8    | Tim             | Vicky                        | 5        | 5           | 36,4            |
| 9    | Vũ Ngọc Anh     | Georgi Dimov                 | 7        | 10          | 36,3            |
| 10   | Dumbo           | Kristina                     | 6        | 7           | 36,0            |

### Số điểm hoàn hảo
Sau đây là danh sách cặp đôi giành được số điểm hoàn hảo (40/40) từ Ban giám khảo và số lần họ giành được.
| Vị trí trong cuộc thi | Người nổi tiếng/Chuyên nghiệp                  | Mùa giải | Tuần | Điệu nhảy                  |
| --------------------- | ---------------------------------------------- | -------- | ---- | -------------------------- |
| 1                     | Ngô Thanh Vân Tihomir Romanov "Tisho" Gavrilov | 1        | 7 8  | Rumba Freestyle            |
| 1                     | Thu Minh Lachezar Stefanov "Lucho" Todorov     | 2        | 10   | Rumba                      |
| 1                     | Minh Hằng Atanas Dimitrov Stoyanov             | 3        | 10   | Rumba                      |
| 1                     | Thu Thủy Daniel Nikolov Denev                  | 5        | 10   | Freestyle Waltz            |
| 1                     | Ngân Khánh Kristian Yordanov                   | 5        | 9 10 | Waltz Freestyle Paso Doble |
| 1                     | Ninh Dương Lan Ngọc Daniel Nikolov Denev       | 6        | 9 11 | Slow Foxtrot Freestyle     |
| 1                     | S.T Sơn Thạch Vyara Klisurska                  | 7        | 6    | Quickstep                  |
| 2                     | Đoan Trang Evgeni Lyubomirov Popov             | 1        | 4 5  | Foxtrot Samba              |
| 2                     | Thủy Tiên Petyo Dimitrov Stoyanov              | 2        | 10   | Freestyle                  |
| 2                     | Trương Nam Thành Elena Hristova Hadzihristova  | 3        | 9    | Paso Doble                 |
| 2                     | Angela Phương Trinh Kristian Yordanov          | 6        | 11   | Slow Foxtrot Slow Waltz    |
| 3                     | Lan Phương Valeri Ivanov                       | 4        | 10   | Freestyle                  |
| 3                     | Chi Pu Georgi Naidenov                         | 6        | 11   | Freestyle                  |
| 6                     | Vương Khang Anna Nikolaeva Sidova              | 6        | 7    | Freestyle                  |

### Điểm trung bình của tất cả các cặp thí sinh
Những tên in đậm là của người đã từng chiến thắng trong cuộc thi. Những tên in nghiêng là của người đã từng giành được số điểm hoàn hảo 40⁄40 từ Hội đồng giám khảo. 
| Xếp hạng điểm trung bình | Vị trí trong cuộc thi | Cặp thí sinh                                         | Điểm cao nhất | Điểm thấp nhất | Số điểm 10 | Tổng cộng | Số điệu nhảy | Điểm trung bình |
| ------------------------ | --------------------- | ---------------------------------------------------- | ------------- | -------------- | ---------- | --------- | ------------ | --------------- |
| 1                        | 1 (Mùa 7)             | S.T Sơn Thạch & Vyara Klisurska                      | 40            | 36,5           | 12         | 192,5     | 9            | 38,5            |
| 2                        | 1 (Mùa 5)             | Thu Thủy & Daniel Nikolov Denev                      | 40            | 35,5           | 23         | 461,5     | 12           | 38,4            |
| 2                        | 1 (Mùa 5)             | Ngân Khánh & Kristian Yordanov                       | 40            | 36             | 26         | 461       | 12           | 38,4            |
| 4                        | 1 (Mùa 6)             | Ninh Dương Lan Ngọc & Daniel Nikolov Denev           | 40            | 34             | 17         | 458       | 12           | 38,2            |
| 5                        | 2 (Mùa 5)             | Ốc Thanh Vân & Atanas Georgiev Malamov               | 39,5          | 36             | 19         | 457       | 12           | 38,1            |
| 5                        | 2 (Mùa 6)             | Angela Phương Trinh & Kristian Yordanov              | 40            | 35,5           | 16         | 457       | 12           | 38,1            |
| 7                        | 6 (Mùa 7)             | Khả Ngân & Zhivko Ivanov                             | 39,5          | 36             | 5          | 152       | 4            | 38,0            |
| 8                        | 3 (Mùa 7)             | Jennifer Phạm & Teodor Georgiev/Daniel Nikolov Denev | 39            | 37,5           | 8          | 189,5     | 9            | 37,9            |
| 8                        | 5 (Mùa 7)             | MLee & Kiril Dimov                                   | 39            | 36,5           | 6          | 189,5     | 5            | 37,9            |
| 10                       | 2 (Mùa 7)             | Khánh My & Georgi Ganev                              | 39            | 36             | 8          | 188,5     | 9            | 37,7            |
| 11                       | 4 (Mùa 6)             | Diệp Lâm Anh & Zhivko Ivanov                         | 39,5          | 35,5           | 11         | 451       | 12           | 37,6            |
| 12                       | 1 (Mùa 1)             | Ngô Thanh Vân & Tihomir Romanov "Tisho" Gavrilov     | 40            | 35             | 22         | 450       | 12           | 37,5            |
| 13                       | 4 (Mùa 7)             | Hồng Quế & Kristian Yordanov                         | 38,5          | 36,5           | 187,5      | 6         | 5            | 37,5            |
| 13                       | 12 (Mùa 7)            | Thuận Nguyễn & Viktoriya Gencheva                    | 37,5          | -              | 2          | 37,5      | 1            | 37,5            |
| 15                       | 6 (Mùa 5)             | Hữu Long & Elena Hristova Hadzihristova              | 38            | 36             | 5          | 258       | 7            | 36,9            |
| 15                       | 5 (Mùa 6)             | Hương Giang Idol & George Ganev                      | 38,5          | 33             | 12         | 368,5     | 10           | 36,9            |
| 17                       | 1 (Mùa 3)             | Minh Hằng & Atanas Georgiev Malamov                  | 40            | 32             | 17         | 405       | 11           | 36,8            |
| 18                       | 1 (Mùa 2)             | Thu Minh & Lachezar Stefanov "Lucho" Todorov         | 40            | 34             | 15         | 404       | 11           | 36,7            |
| 18                       | 7 (Mùa 7)             | Diệu Nhi & Nikolay Konstantinov                      | 37,5          | 36             | 1          | 110       | 3            | 36,7            |
| 20                       | 2 (Mùa 3)             | Trương Nam Thành & Elena Hristova Hadzihristova      | 40            | 31             | 15         | 403       | 11           | 36,6            |
| 20                       | 6 (Mùa 6)             | Vương Khang & Anna Nikolaeva Sidova                  | 40            | 34,5           | 7          | 293       | 8            | 36,6            |
| 22                       | 2 (Mùa 1)             | Đoan Trang & Evgeni Lyubomirov Popov                 | 40            | 28.5           | 21         | 437.5     | 12           | 36,5            |
| 23                       | 4 (Mùa 5)             | Diễm My 9x & Kosta Karakashyan                       | 39            | 32             | 9          | 364       | 10           | 36,4            |
| 23                       | 5 (Mùa 5)             | Tim & Victoria "Vicky" Gencheva                      | 39            | 33             | 7          | 291,5     | 8            | 36,4            |
| 25                       | 10 (Mùa 7)            | Vũ Ngọc Anh & Georgi Dimov                           | 37            | 35,5           | 0          | 72,5      | 2            | 36,3            |
| 26                       | 7 (Mùa 6)             | Dumbo & Kristina                                     | 37            | 35,5           | 1          | 216       | 6            | 36,0            |
| 27                       | 3 (Mùa 1)             | Siu Black & Ivan Kirilov Spasov                      | 39            | 32             | 11         | 322.2     | 9            | 35,8            |
| 27                       | 7 (Mùa 5)             | Trà My Idol & Nicolay Georgiev Nikolaev              | 38            | 34             | 3          | 215       | 6            | 35,8            |
| 27                       | 10 (Mùa 7)            | Minh Trung & Daniela Nicheva                         | 36,5          | 35             | 1          | 71,5      | 2            | 35,8            |
| 30                       | 3 (Mùa 2)             | Nguyên Vũ & Petya Bozhidarova Dimitrova              | 38            | 32             | 9          | 391       | 11           | 35,5            |
| 30                       | 3 (Mùa 4)             | Lan Phương & Valeri Ivanov                           | 40            | 29             | 7          | 462       | 13           | 35,5            |
| 32                       | 5 (Mùa 2)             | Thanh Thúy & Aleksandar Iliev Vachev                 | 38            | 33             | 3          | 248       | 7            | 35,4            |
| 33                       | 7 (Mùa 7)             | Lâm Khánh Chi & Svetoslav Vasilev                    | 35,5          | 35             | 0          | 70,5      | 2            | 35,3            |
| 34                       | 2 (Mùa 4)             | Ngô Kiến Huy & Victoria "Vicky" Gencheva             | 39            | 23             | 7          | 457       | 13           | 35,1            |
| 35                       | 2 (Mùa 2)             | Thủy Tiên & Petyo Dimitrov Stoyanov                  | 40            | 30             | 7          | 385       | 11           | 35,0            |
| 36                       | 8 (Mùa 6)             | Sử Duy Vương & Antoaneta                             | 36            | 34,5           | 0          | 139,5     | 4            | 34,9            |
| 37                       | 3 (Mùa 3)             | Anh Thư & Teodor Mitkov Zlatarev                     | 37            | 32             | 2          | 383       | 11           | 34,8            |
| 38                       | 4 (Mùa 2)             | Phạm Anh Khoa & Iva Ludmilova Grigorova              | 38            | 30             | 6          | 312       | 9            | 34,7            |
| 39                       | 6 (Mùa 3)             | Vân Trang & Vasil Stoyanov Yovchev                   | 36            | 32             | 0          | 207       | 6            | 34,5            |
| 40                       | 5 (Mùa 3)             | Minh Quân & Nicoleta Ilkova Petrova                  | 37            | 33             | 0          | 241       | 7            | 34,4            |
| 41                       | 4 (Mùa 3)             | Phương Thanh & Ivan Nedyalkov Raykov                 | 38            | 31             | 3          | 309       | 9            | 34,3            |
| 42                       | 3 (Mùa 6)             | Chi Pu & Georgi Naidenov                             | 40            | 34,5           | 8          | 409       | 12           | 34,1            |
| 43                       | 6 (Mùa 2)             | Đại Nghĩa & Valeriya Nikolaeva Bozukova              | 35            | 33             | 0          | 206       | 6            | 34,0            |
| 44                       | 4 (Mùa 4)             | Ngọc Quyên & Daniel Nikolov Denev                    | 38            | 23             | 3          | 369       | 11           | 33,5            |
| 45                       | 5 (Mùa 4)             | Hồ Vĩnh Khoa & Anna Nikolaeva Sildova                | 35            | 25             | 0          | 296       | 9            | 32,9            |
| 46                       | 8 (Mùa 2)             | Huy Khánh & Tsveta Krasimirova Tsocheva              | 35            | 31             | 0          | 131       | 4            | 32,8            |
| 46                       | 7 (Mùa 3)             | Huỳnh Đông & Rusina Boncheva Stefanova               | 34            | 32             | 0          | 164       | 5            | 32,8            |
| 46                       | 8 (Mùa 5)             | Hoàng Mập & Gabriela "Gabi" Mancheva                 | 34            | 31,5           | 0          | 164       | 5            | 32,8            |
| 49                       | 7 (Mùa 2)             | Vũ Thu Phương & Tihomir Romanov "Tisho" Gavrilov     | 35            | 31             | 0          | 162       | 5            | 32,4            |
| 50                       | 1 (Mùa 4)             | Yến Trang & Tihomir Romanov "Tisho" Gavrilov         | 39            | 26             | 14         | 355       | 11           | 32,3            |
| 51                       | 4 (Mùa 1)             | Minh Béo & Lili Boyanova Velichkova                  | 36            | 29             | 0          | 224       | 7            | 32,0            |
| 51                       | 5 (Mùa 1)             | Quang Vinh & Valeriya Nikolaeva Nikolova             | 37            | 29             | 1          | 160       | 5            | 32,0            |
| 51                       | 9 (Mùa 2)             | Kim Hiền & Daniel Nikolov Denev                      | 35            | 30             | 0          | 96        | 3            | 32,0            |
| 54                       | 6 (Mùa 4)             | Bảo Anh & Atanas Georgiev Malamov                    | 35            | 25             | 0          | 222       | 7            | 31,7            |
| 55                       | 6 (Mùa 1)             | Lương Mạnh Hải & Anna Nikolaeva Sidova               | 34            | 30             | 0          | 126       | 4            | 31,5            |
| 55                       | 8 (Mùa 3)             | Quách Ngọc Ngoan & Vesela Georgieva Dimova           | 34            | 31             | 0          | 126       | 4            | 31,5            |
| 57                       | 7 (Mùa 1)             | Ngô Tiến Đoàn & Paige Alexis Inman                   | 33            | 30             | 0          | 94        | 3            | 31,3            |
| 58                       | 9 (Mùa 5)             | Thảo Trang & Nikolay Konstantinov                    | 32,5          | 29             | 0          | 93,5      | 3            | 31,2            |
| 59                       | 8 (Mùa 4)             | Maya & Kristian Yordanov                             | 37            | 25             | 1          | 155       | 5            | 31,0            |
| 60                       | 9 (Mùa 3)             | Tuấn Tú & Vesela Kostadinnova Nedyalkova             | 32            | 30             | 0          | 92        | 3            | 30,7            |
| 61                       | 10 (Mùa 3)            | Hoàng My & Hristo Ivanov Grachki                     | 31            | 30             | 0          | 61        | 2            | 30,5            |
| 62                       | 10 (Mùa 2)            | Hứa Vĩ Văn & Anna Nikolaeva Sidova                   | 31            | 29             | 0          | 60        | 2            | 30,0            |
| 62                       | 10 (Mùa 5)            | Phan Thanh Bình & Desi                               | 30            | -              | 0          | 30        | 2            | 30,0            |
| 64                       | 9 (Mùa 4)             | Trương Thế Vinh & Ina Chokova                        | 34            | 23             | 0          | 119       | 4            | 29,8            |
| 65                       | 7 (Mùa 4)             | Hòa Hiệp & Vesela Georgieva Dimova                   | 31            | 25             | 0          | 178       | 6            | 29,7            |
| 66                       | 10 (Mùa 4)            | Ngọc Tình & Mihaela Pavlova                          | 32            | 22             | 0          | 85        | 3            | 28,3            |
| 67                       | 8 (Mùa 1)             | Vũ Hoàng Điệp & Nicolay Georgiev "Nicky" Nikolaev    | 28            | 26             | 0          | 54        | 2            | 27,0            |
| 68                       | 11 (Mùa 7)            | Trang Pháp & Dorbi Petrov                            | -             | -              | -          | -         | -            | -               |

### Màn trình diễn cao điểm nhất và thấp điểm nhất của mỗi điệu nhảy
| Vũ điệu         | Xuất sắc nhất                                                                          | Điểm số | Kém nhất                        | Điểm số | Mùa giải            |
| --------------- | -------------------------------------------------------------------------------------- | ------- | ------------------------------- | ------- | ------------------- |
| Cha Cha Cha     | Siu Black Ninh Dương Lan Ngọc                                                          | 38      | Đoan Trang                      | 28.5    | Tất cả các mùa giải |
| Waltz           | Thu Thủy Ngân Khánh                                                                    | 40      | Vũ Hoàng Điệp                   | 26      | Tất cả các mùa giải |
| Argentine Tango | Ngọc Quyên                                                                             | 38      | Hồ Vĩnh Khoa                    | 33      | Tất cả các mùa giải |
| Quickstep       | S.T Sơn Thạch                                                                          | 40      | Tiến Đoàn                       | 30      | Tất cả các mùa giải |
| Rumba           | Ngô Thanh Vân Thu Minh Minh Hằng                                                       | 40      | Vũ Hoàng Điệp                   | 28      | Tất cả các mùa giải |
| Jive            | Thanh Thúy Phạm Anh Khoa Ngô Kiến Huy Angela Phương Trinh                              | 38      | Tuấn Tú                         | 30      | Tất cả các mùa giải |
| Tango           | Ngô Thanh Vân                                                                          | 39      | Quang Vinh Phạm Anh Khoa        | 30      | Tất cả các mùa giải |
| Foxtrot         | Đoan Trang                                                                             | 40      | Lương Mạnh Hải                  | 30      | Tất cả các mùa giải |
| Paso Doble      | Trương Nam Thành Ngân Khánh                                                            | 40      | Maya                            | 25      | Tất cả các mùa giải |
| Lambada         | Trương Nam Thành                                                                       | 36      | Phạm Anh Khoa Thủy Tiên Anh Thư | 34      | Tất cả các mùa giải |
| Mambo           | Minh Hằng                                                                              | 37      | Vân Trang                       | 36      | Tất cả các mùa giải |
| Samba           | Đoan Trang                                                                             | 40      | Ngọc Tình                       | 22      | Tất cả các mùa giải |
| Freestyle       | Ngô Thanh Vân Thủy Tiên Lan Phương Thu Thủy Ngân Khánh Ninh Dương Lan Ngọc Vương Khang | 40      | Ngô Kiến Huy                    | 23      | Tất cả các mùa giải |
| Slow Waltz      | Angela Phương Trinh                                                                    | 40      | Lâm Khánh Chi                   | 35,5    | Tất cả các mùa giải |
| Slow Foxtrot    | Ninh Dương Lan Ngọc Angela Phương Trinh                                                | 40      | Diệu Nhi                        | 36,5    | Tất cả các mùa giải |
| Salsa           | Huỳnh Đông                                                                             | 34      | Phương Thanh                    | 33      | Tất cả các mùa giải |
| Hip-Hop         | Vân Trang                                                                              | 32      | Hòa Hiệp                        | 25      | Tất cả các mùa giải |
| Broadway        | Ngô Kiến Huy                                                                           | 39      | Hòa Hiệp                        | 31      | Tất cả các mùa giải |
| Contemporary    | Lan Phương                                                                             | 36      | Bảo Anh                         | 25      | Tất cả các mùa giải |

- Chỉ có 9 điệu nhảy đã có thí sinh từng đạt số điểm tối đa 40⁄40, đó là: Waltz, Rumba, Foxtrot, Samba, Freestyle, Slow Waltz, Slow Foxtrot, Quickstep và Paso Doble
- Freestyle là vũ điệu có số người đạt điểm tối đa 40⁄40 nhiều nhất: 7
- Cho tới nay, chương trình có tất cả 19 điệu nhảy.

## Tạm ngừng phát sóng
Trong suốt thời gian phát sóng, chương trình đã có một số lần phải tạm dừng phát sóng do trùng với thời điểm diễn ra các sự kiện đặc biệt và đã phát sóng trở lại sau đó 7 ngày. Cụ thể:
- 16/5/2010, do trùng với thời điểm hòa sóng kênh VTV2 cho đêm chung kết Cuộc thi sáng tạo Robot Việt Nam 2010.
- 2/5 và 6/6/2010, 8/5 và 12/6/2011, để phát sóng chương trình Con đường âm nhạc.
- 1/4, 6/5 và 3/6/2012, để phát sóng chương trình Bài hát yêu thích.
- 21 và 28/2/2015, do trùng với lịch phát sóng các chương trình Tết Nguyên Đán. Sự kiện tương tự cũng xảy ra với phiên bản VIP Dance của chương trình trong hai tuần phát sóng lần lượt là vào ngày 13 và 20/2/2016.